# Bye, Bye, Baby (Baby Goodbye)
"Bye, Bye, Baby (Baby, Goodbye)" is een populair nummer geschreven door Bob Crewe en Bob Gaudio (een lid van The Four Seasons). De versie van The Four Seasons bereikte de nummer 1-positie in Canada en de 12e plaats in de Amerikaanse Billboard Hot 100 in 1965. Op de oorspronkelijke single was de titel "Bye Bye Baby". Op het album The 4 Seasons Entertain You en latere nummers van het nummer werd de naam echter veranderd in de langere, bekendere versie. Het nummer gaat over afscheid nemen, niet omdat de persoon niet geliefd is, maar omdat de relatie overspelig is ("there's a wedding ring on my finger").
Cash Box beschreef het als "een oprechte ritmische stamper met wederom het opvallende falsettogeluid van Frankie Valli en een geweldige tienerbewerking van Calello."